# Serra Branca EC
Serra Branca is een Braziliaanse voetbalclub uit Campina Grande in de deelstaat Paraíba.

## Geschiedenis
De club werd opgericht in 2005 als Paraíba SC in de stad Cajazeiras. In 2007 speelde de club voor het eerst in de tweede klasse van de staatscompetitie. Na vijf seizoenen kon de club promotie afdwingen naar de hoogste klasse. 
Na twee seizoenen degradeerde de club weer en schreef zich het volgende seizoen zelfs niet in voor competitievoetbal. In 2015 keerden ze terug en konden opnieuw promotie afdwingen. Opnieuw kon de club het slechts twee seizoenen uitzingen in de hoogste klasse. Hierna trok de club zich opnieuw terug uit de competitie.
In 2020 werd de club nieuw leven ingeblazen, maar dan vanuit de stad Itaporanga. De club zou deelnemen aan de competitie, maar door de coronacrisis in Brazilië werd de tweede klasse dat jaar niet gespeeld. Een jaar later werd de derde klasse heringevoerd en moest de club daar aantreden met slechts drie deelnemers. De club werd tweede en promoveerde. In 2022 verhuisde de club dan naar Serra Branca en nam ook een nieuwe naam aan. Thuiswedstrijden werden evenwel niet in Serra Branca gespeeld, maar in het Amigão in Campina Grande. De club kon meteen de titel pakken en speelt zo in 2023 opnieuw in de hoogste klasse. 